# 全世界都想知道

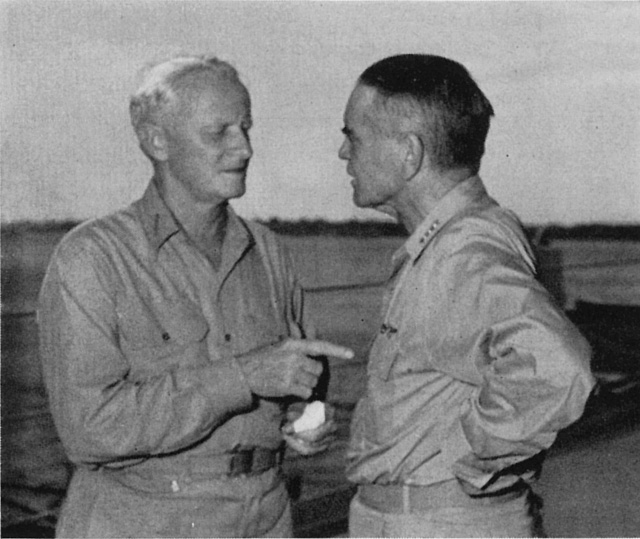
尼米兹（左）同哈尔西（右）商议作战方案，摄于1943年

“全世界都想知道”（英語：The world wonders）是指1944年10月25日莱特湾海战期间，美国太平洋舰队司令切斯特·尼米兹发给第三艦隊司令威廉·哈尔西上将的加密电报中的一句话。原本是为防日军破译而在报尾加入的混码，本身没有任何意义，但因语意酷似正文，美军译电员未加删减便加入了正文中。哈尔西读后以为受到了尼米兹的羞辱讥讽，一怒之下放弃北上追击日军佯攻舰队，毫无意义地改为南下尝试支援萨马岛友军舰队。

## 背景

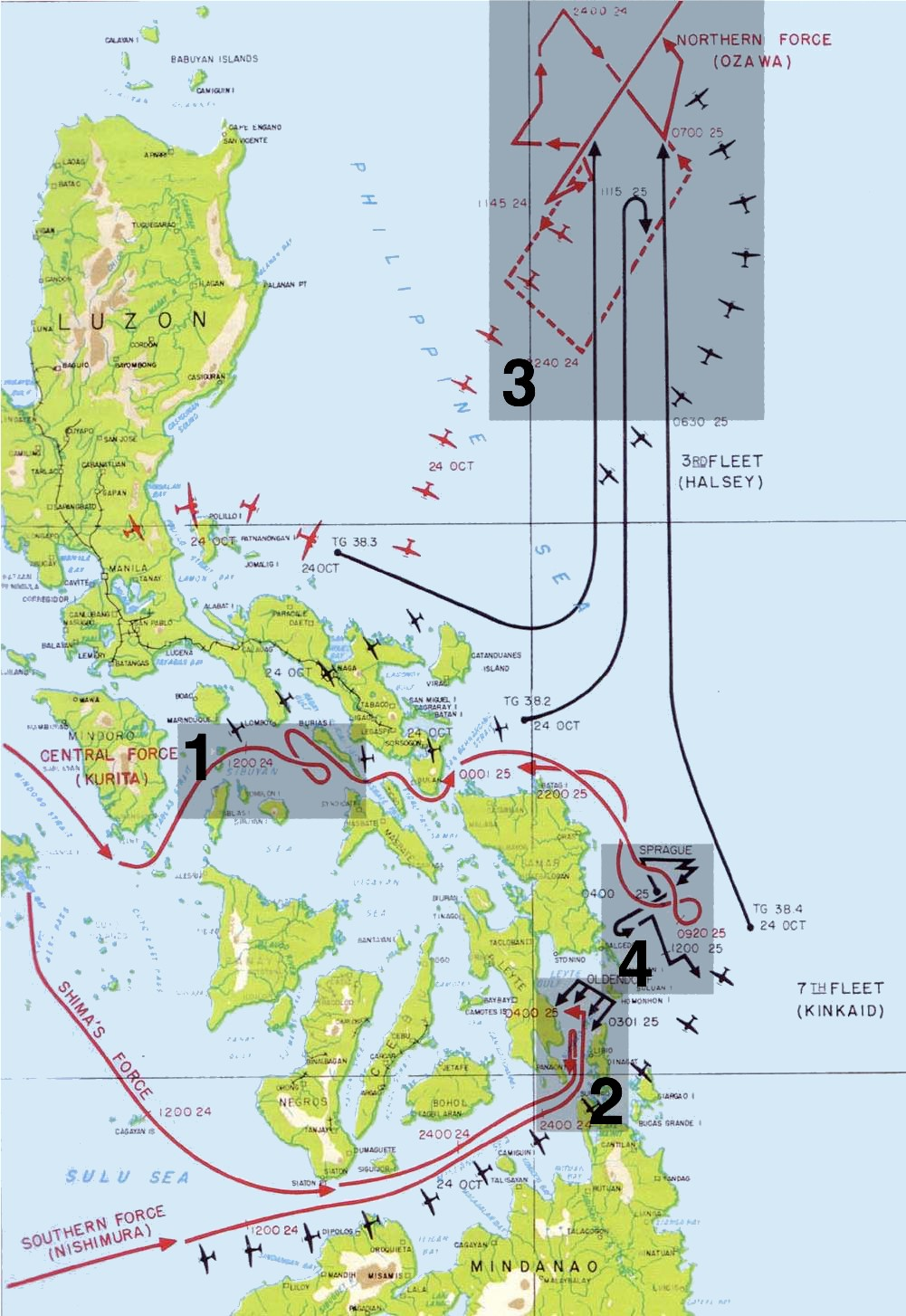
莱特湾海战示意图

1944年10月17日，美军在舰队掩护下在菲律宾莱特湾实施登陆，莱特岛战役爆发。一旦菲律宾易手，不仅日本与荷属东印度间的海上生命线将被切断，日本海军也会被彻底分割孤立。日军联合舰队司令长官丰田副武调集几乎全部兵力，下令发动“捷一号作战”，企图阻击美军攻势。联合舰队将分三路实施进攻：栗田健男中将率领“第一游击部队”自圣贝纳迪诺海峡挺进，配合志摩清英中将率领的“第二游击部队”，于10月25日夹击登陆场，歼灭美军登陆部队。与此同时，小泽治三郎中将将率“机动部队”从濑户内海前出至吕宋以东海域进行策应。小泽舰队拥有旗舰瑞鹤号在内的四艘航空母舰，但严重缺乏胜任实战的飞行员，主要任务实为诱引美军第三舰队离开莱特湾登陆区，将其牵制在北方，以便栗田舰队和志摩舰队伺机袭击美军登陆编队。:476-479
10月24日中午，栗田舰队行至圣贝纳迪诺海峡以西的锡布延海时遭到美军空袭，被迫向西退避。傍晚，美军侦察机在吕宋岛北端恩加尼奥角以东海域发现了小泽的航母编队。第三舰队司令哈尔西上将误判了当前形势，认为中路的敌军舰队已无威胁，而北路舰队才是日军进攻主力，便率领第三舰队离开登陆场，全力进攻小泽舰队。原本负责防守圣贝纳迪诺海峡的，威利斯·李中将指挥的第34特遣舰队（高速战列舰4艘、重巡洋舰和轻巡洋舰各3艘、驱逐舰14艘）也奉命一同北上:399-402。不料当晚，栗田舰队重回东进航线，突破了无人防守的圣贝纳迪诺海峡，于25日早晨出现在萨马岛海域。此时美军能为登陆提供保护的兵力只有第七舰队第77特遣舰队的三支护航航母大队(戰鬥群TG77.4)。日军舰队随后捕捉到克利夫頓·斯普拉格少将的第3护航航母大队（第三分遣艦隊TU77.4.3，代號“塔菲3號”）并展开追击，情况十分危急。第七舰队司令兼第77特遣舰队指挥官托马斯·金凯德上将先后多次发报给哈尔西，要求他派出飞机和高速战列舰进行支援，但均被哈尔西拒绝:497, 501。

## 电报内容
往来于第三和第七舰队间的求援电报令坐镇珍珠港的太平洋舰队总司令尼米兹坐立不安，他认为有必要亲自过问此事。当天上午，他给哈尔西准备了一份简短的电报，求证第34特遣舰队的确切位置：:497:213
|  | Where is Task Force Thirty Four? |

尼米兹的助理参谋长奥斯汀上校将电报内容传达给司令部报务员，在读到“Where is”时语气很重，报务员便在这两个词后面加上“RPT”（重复）以示强调。出于保密，当时规定要在电报正文前后各添加一句无意义且与正文显著无关的语句作为混码，以防敌方通过找到例行性的报头或报尾（如“此致”）来破译正文内容。正文与混码间以两个重复辅音字母间隔，以便收报人员区分:317。然而，当天司令部的译电员并未严格遵守规范，而是“灵机一动”想出了末尾一句话:498N。再加上报文收发者和类型信息，修改后发出的电报全文如下：
TURKEY TROTS TO WATER GG FROM CINCPAC ACTION COM THIRD FLEET INFO COMINCH CTF SEVENTY-SEVEN X WHERE IS RPT WHERE IS TASK FORCE THIRTY FOUR RR THE WORLD WONDERS
上午10时，哈尔西的旗舰新泽西号收到了太平洋舰队司令部发来的电报。新泽西号的报务员在翻译时去掉了报头的“TURKEY TROTS TO WATER（火鸡跑到水里）”，但觉得报尾的“THE WORLD WONDERS（全世界都想知道）”颇似正文，便不顾用于区分的“RR”，把它加入到正文中呈交哈尔西。在所有舰船和通信站中，只有新泽西号的报务员没有正确判读出报文的内容:412-413。于是哈尔西最终看到的内容变成了：
|  | 第34特遣舰队现在何处？重复一遍，现在何处？全世界都想知道。 |

## 后果
一系列的阴差阳错，使得原本一句善意的提醒被哈尔西解读成尼米兹——这位他的挚友和支持者——对他尖酸的斥责:273。电报发出时还抄送了美国舰队总司令欧内斯特·金和第七舰队司令金凯德，这在哈尔西看来就是尼米兹找来金和金凯德一起看他出丑，无异于“脸上挨了一记耳光”。他一把抓下自己的帽子狠狠地摔在甲板上，不斷地胡言咒罵 。第三舰队参谋长罗伯特·卡尼（他坚决支持北上追击小泽舰队）见状赶紧上前，抓住他的胳臂，喊道：“别这样！你到底怎么了？振作起来！”:412哈尔西的怒氣因此維持了一小時才冷靜下來，最终下令李中将的高速战列舰队折返南下，前去救援正在栗田舰队炮口下苦苦支撑的“塔菲3號”，留下两个航母特遣大队歼灭小泽舰队。此时哈尔西距离“塔菲3號”非常遥远，对斯普拉格的驰援仅具象征性意义；而小泽舰队就在42英里开外，即将进入战列舰主炮射程。哈尔西在盛怒中草率作出的南下决定，导致他丧失了在水面战中消灭小泽残部（包括伊势号和日向号战列舰）的机会，同时也注定无法对薩馬島海戰的结局产生任何影响:273-274。
二战结束后，哈尔西在《星期六晚邮报》上发表自传《哈尔西将军的故事》，对他在莱特湾海战中的决断进行了辩护。关于在小泽舰队即将进入射程前掉头向南一事，他承认自己因一时愤怒下达了错误的命令，但将责任归咎于尼米兹司令部那个想出“全世界都想知道”的译电员。哈尔西同时试图让金凯德承担萨马岛海战的全部责任，两人因此友情破裂，终生水火不容。:312-313